# Mikko Sirén
Mikko Sirén, född 31 december 1975, spelar trummor i bandet Apocalyptica. Det började med att han var med och spelade på Apocalypticas konserter 2003. Han blev inte medlem i bandet förrän år 2005.